# Matelea guatemalensis
Matelea guatemalensis là một loài thực vật có hoa trong họ La bố ma. Loài này được (K. Schum.) Woodson mô tả khoa học đầu tiên năm 1941.